# Turbinicarpus schmiedickeanus klinkerianus
Turbinicarpus schmiedickeanus subsp. klinkerianus es una planta fanerógama de la familia Cactaceae. Es un cactus con un solo tallo, que a veces se ramifica, tiene forma globosa y un poco aplanada, con lana en la punta, mide hasta 3 cm de altura y 4 cm de diámetro. Las flores son hermafroditas, pero requieren del polen de otras plantas para fecundarse, miden hasta 1.4 cm de longitud y diámetro, son de color blanco con una línea media en los tépalos más oscura. Son polinizadas por insectos. Las semillas miden 1 mm de diámetro, son de color castaño rojizo a negro. Se reproduce a través de semillas, las cuales son dispersadas por insectos, el viento y el agua. Esta especie se reproduce varias veces durante su vida (estrategia de reproducción policárpica). 

## Clasificación y descripción
Plantas simples, a veces se ramifican un poco. Tallo globoso algo aplanado, hasta de 3 cm de altura y 4 cm de diámetro; ápice algo lanoso. Tubérculos dispuestos en series espiraladas, de cerca de 1 cm de anchura y 6 mm de altura, en la base de 4 mm de espesor, de color verde claro con tinte castaño. Aréolas dispuestas en la punta de los tubérculos, provistas de mechones de lana que pierden con el tiempo. Espinas generalmente 3, a veces 4, la inferior de 9 mm de longitud, las 2 superiores más pequeñas y pronto caducas; todas aplanadas hacia la base y redondeadas hacia la punta, con la superficie agrietada transversalmente, encorvadas hacia el ápice, de color gris con la punta oscura. Flores de alrededor de 14 mm de longitud y diámetro; segmentos exteriores del perianto con la franja media oscura; segmentos interiores de color blanco puro o ligeramente crema. Semillas de 1 mm de diámetro, en forma de mitra; testa finamente tuberculada, de color castaño rojizo hasta negro. (Información registrada para la especie con el nombre de Turbinicarpus schmiedickeanus var. klinkerianus, que es uno de sus sinónimos).

## Distribución
Esta especie es endémica de México. Se distribuye en los estados de San Luis Potosí y Nuevo León.

## Ambiente
Se desarrolla en sitios con matorral xerófilo.

## Estado de conservación
Se conoce muy poco sobre la biología de esta especie, pero debido a su atractivo como planta de ornato ha sido extraída de su hábitat para ser comercializada de manera ilegal. En la Norma Oficial Mexicana se encuentra en la categoría Sujeta a Protección Especial (Pr), en la Unión Internacional para la Conservación de la Naturaleza (UICN) como Casi Amenazada (near threatened, NT), sin embargo, la UICN reconoce doce especies de Turbinicarpus schmiedickeanus: la nominal y las subespecies andersonii, bonatzii, dickinsoniae, flaviflorus, gracilis, jauernigii, klinkerianus, machrochele, rioverdensis, rubriflorus y schwarzii. Ninguna subespecie se evaluó por separado en 2013, por lo que la categoría de riesgo se aplica a todas las subespecies, agrupadas bajo el nombre de Turbinicarpus schmiedickeanus. Este género se incluye en el Apéndice I de la CITES. Y al ser una especie amenazada en México, su manejo se halla regulado bajo el Código Penal Federal, la Ley General del Equilibrio Ecológico y Protección al Ambiente, y la Ley General de Vida Silvestre.

## Usos
Ornamental 